# Naomasa Yamasaki
Naomasa Yamasaki (山崎直方, Kochi, 10 de março de 1870 – 26 de julho de 1929) foi um geógrafo japonês e é considerado o pai da moderna geografia japonesa.
Ele foi professor da Universidade de Tóquio de 1911 a 1929, onde criou o Departamento de Geografia e fundou a Associação de Geógrafos Japoneses. Esta última é a primeira sociedade acadêmica geográfica no Japão.

## Livros
- 地理学教科書 (Chirigaku Kyokasyo) 1900
- 大日本地誌 (Dainihon Chishi) 1903-1915
- 我が南洋 (Waga nanyo) 1916

## Artigos
- 氷河果して本邦に存在せざりしか (Hyoga shtashite hompo ni sonzaisezarishika) 1902